# Quạ thông mào nhung
Quạ thông mào nhung (danh pháp hai phần: Cyanocorax chrysops) là một loài chim thuộc họ Quạ (Corvidae). Loài này sinh sống ở nam trung bộ Nam Mỹ ở tây nam Brasil, Bolivia, Paraguay, Uruguay, và đông bắc Argentina, bao gồm các vùng phía nam của lưu vực Amazon, giáp với Pantanal.
Đây là loài chim có kích thước trung bình, lông màu nhung tối ở phía trên lưng, ức và dưới đuôi màu vàng kem.